# Морозовы-Борки
Морозовы-Борки — село в Сапожковском районе Рязанской области России, административный центр Морозово-Борковского сельского поселения.

## Географическое положение
Расположено на реке Пара в 16 км восточнее районного центра — посёлка Сапожок. Граничит с деревней Собчаково. Через село проходит шоссе Сапожок — Сараи.

## История
Основано в 1657 году. Старинное село Морозовы Борки упоминается в окладных книгах за 1676 год. Издавна в селе существовала деревянная церковь во имя Покрова Богородицы, а «при ней двор священника Стефана, священника Тимофея, дьячка Васка и его детей». Церковь находилась на попечении владельца села боярина Бориса Ивановича Морозова. В приходе числился двор великого государя, а в нём жили царские воеводы да крестьяне – всего 183 двора. Покровская церковь была благолепно украшена снаружи и внутри. Священники имели богатые ризы, резной деревянный иконостас включал много старинных икон, серебряные церковные сосуды представляли определенную ценность. В 1734 году число дворов не увеличилось, что следует из документов того времени. Наоборот, в конце XVIII века, по данным книгам за 1779 год, количество дворов сократилось и достигло 95. Уменьшилось и население села, число душ составляло всего 874 человека.
Во второй половине XVIII века Покровская церковь настолько обветшала, что её пришлось разобрать до основания. Сельские прихожане просили церковное начальство выстроить новый храм, так как молиться было негде. И вот в 1758 году в Морозовых Борках построили новую деревянную церковь с тем же названием. Через 50 лет летом 1805 году в селе случился пожар, в огне которого начисто сгорела Покровская церковь. В августе того же года управитель имения графа Дмитрия Зубова Иван Барлеев подал в Рязанскую епархию прошение о дозволении построить в селе каменную церковь. Духовная Консистория дала своё разрешение, и вскоре началось строительство. В постройке церкви участвовали владелец села граф Зубов, помещик майор Петр Щепочкин и помещик Николай Савин. Все они внесли значительные суммы денег в строительство храма. В 1817 году новое здание Покровской церкви было готово. В храме было устроено три престола: главный – в честь Покрова Богородицы, правый – во имя святых Петра и Павла, и левый в честь святого Дмитрия Ростовского. Рядом с церковью возведена каменная колокольня. Вокруг храма построена каменная ограда с воротами. На территории церкви располагались два каменных дома – один для притча и другой для церковного сторожа. Местный помещик князь Черкасский выстроил каменное здание училища для мальчиков, в котором обучалось 150 человек.
В районе деревни был найден клад татарских монет и монет московских князей XV века

### История усадьбы Морозовы-Борки
Усадьба известна со второй половины XVII века, как вотчина воспитателя царя Алексея Михайловича боярина Б.И. Морозова (1590-1661), женатого на сестре царицы М.И. Милославской А.И. Милославской. В последней четверти XVIII века усадьбой владел брат главнокомандующего черноморским флотом, фаворита императрицы Екатерины II, графа П.А. Зубова (1767-1801) генерал-майор и камергер граф Д.А. Зубов (1764-1871), женатый на княжне П.А. Вяземской. Далее их сын камергер граф Н.Д. Зубов (1801-1871), женатый на графине А.С. де Реймонд (1807-1839). В конце XIX века и в 1910-х годах купец А.Д. Мартынов. В его имении действовал винокуренный завод.
Еще одна усадьба во второй половине XVIII века принадлежала опекуну Московского Воспитательного дома коллежскому советнику Б.В. Умскому (ум. 1780), женатому первым браком на Е.Д. Плавильщиковой (ум. до 1762). В середине - второй половине XIX века Н.Н. Норовой, бывшей замужем за генерал-майором В.П. Пущиным (1801-1877). В последней четверти XIX века перешла к племяннице последней О.В. Сипягиной (1848-1907), вышедшей замуж за статского советника Н.К. Гобято (г/р 1842) - родителям военного теоретика, излбретателя миномета, одного из защитников Порт-Артура, генерал-лейтенанта артиллерии Л.Н. Гобято (1875-1915), женатого на О.С. Глазенап. После усадьбой владела его сестра врач-окулист Н.Н. Гобято (ум. 1912).
Со второй половины XIX века еще одна усадьба в селе принадлежела подпоручику князю П.О. Щетинину, в начале XX века его наследникам.
Сохранилась действующая церковь Покрова Богородицы 1817 года в стиле классицизм, построенная владельцами села: графом Д.А. Зубовым, майором П.Г. Щепочкиным и Н.М. Савиновым вместо прежней деревянной, старинное надгробие рядом с храмом, здание школы 1830 года.
Б.В. Умскому принадлежала усадьба Смолеевка и его портретировал Д.Г. Левицкий.
Л.Н. Гобято и его родители, брат капитан Н.Н. Гобято, сестры Н.Н. и С.Н. Гобято были похоронены в фамильном склепе. В 1968 году на месте захоронения был воздвигнут мемориал (автор Н. Старков), позже снесенный и в 1989 году установлен бюст (архитектор А.В. Буслаков, скульптор Б.С. Горбунов).
В XIX — начале XX века село являлось центром Морозово-Борковской волости Сапожковского уезда Рязанской губернии. В 1906 году в селе было 453 двора.
С 1929 года село являлось центром Морозово-Борковского сельсовета Сапожковского района Рязанского округа Московской области, с 1935 года — в составе Можарского района, с 1937 года — в составе Рязанской области, с 1959 года — в составе Сапожковского района, с 2005 года — центр Морозово-Борковского сельского поселения.

## Население
| 1859 | 1897  | 1906  | 2010 |
| ---- | ----- | ----- | ---- |
| 2560 | ↗2824 | ↗3367 | ↘571 |

## Экономика
Вблизи села рыборазводное хозяйство.

## Достопримечательности
В селе церковь Покрова Пресвятой Богородицы. Настоятель храма — протоиерей отец Сергий (Кабанов).
Могила и памятник участника обороны Порт-Артура, изобретателя миномёта — генерал-лейтенанта Леонида Гобято, считающаяся памятником истории и культуры.